# Erytrodyzestezja dłoniowo-podeszwowa
Erytrodyzestezja dłoniowo-podeszwowa (zespół dłoniowo-podeszwowy, zespół ręka-stopa) – stosunkowo częsty, charakterystyczny zespół objawów spowodowanych stosowaniem niektórych chemioterapeutyków.  Charakteryzuje się zaczerwienieniem, zgrubieniem, martwotą oraz złuszczaniem się skóry na dłoniach i podeszwach stóp (czasami również na kolanach, łokciach i w innych miejscach). Erytrodyzestezja dłoniowo-podeszwowa została opisana w 1984 roku przez Lokicha i Moore’a z New England Deaconess Hospital, którzy zaobserwowali to powikłanie u pacjenta, któremu podawano w ciągłym wlewie 5-fluorouracyl (5-FU). Podobny zespół objawów opisał Zuehlke dziesięć lat wcześniej jako powikłanie terapii mitotanem. Od tego czasu erytrodyzestezję opisywano jako powikłanie po leczeniu także wieloma innymi lekami, na przykład:
- pegylowana liposomalna doksorubicyna[5]
- doksorubicyna (w ciągłym wlewie)
- cytarabina
- floksurydyna
- interleukina 2 w dużych dawkach
- docetaksel
- kapecytabina[6][7]
- winorelbina
- temozolomid z deksametazonem[8]
- gemcytabina.